# Thérèse Daviau
Thérèse Daviau, aussi connue sous le nom de Thérèse Daviau-Bergeron, est née le 3 octobre 1944 à Québec et décédée le 1er février 2002 à Montréal. Elle était avocate et une personnalité politique montréalaise.

## Biographie
En 1974, à l'âge de 28 ans, Thérèse Daviau est élue au conseil municipal de Montréal sous la bannière du Rassemblement des citoyens de Montréal, dont elle est membre fondateur. Elle a fait son entrée dans l'équipe municipale en compagnie de deux autres femmes, devenant ainsi l'une des premières politiciennes de l'histoire de Montréal.
En 1978, Thérèse Daviau fait un retour aux études, qui sera sanctionné d'une licence en droit de l'Université de Montréal. Reçue au Barreau en 1984, elle exerce le métier d'avocat pendant quatre ans. Elle revient sur la scène politique en 1986 pour être réélue en 1990 dans l'équipe municipale au sein de laquelle elle occupe d'importantes fonctions. En 1998, elle quitte la politique dans la tourmente, en tant que cheffe du Rassemblement des citoyens de Montréal et cheffe de l'Opposition officielle, après une tentative avortée de réunir son parti avec celui de Jacques Duchesneau.
Elle termine sa carrière, jusqu'à la veille de sa mort, en tant que vice-présidente d'une firme de relations publiques.
Elle sera aussi très impliquée dans la lutte contre la violence faite aux femmes. À la suite de la tuerie de 1989 à l'École polytechnique de Montréal, où sa fille, Geneviève Bergeron (23 ans), figurait parmi les quatorze jeunes femmes assassinées, son implication, combinée à celle d'autres membres aussi déterminés qu'elle, au sein de la Fondation des victimes du 6 décembre, a mené à un resserrement du contrôle des armes à feu au Canada.

## Honneur
La Ville de Montréal décerne le Prix Thérèse-Daviau depuis 2004. Ce prix est remis annuellement à une personne qui a contribué à améliorer la vie sociale ou politique de Montréal.